# علیرضا حقی
علیرضا حقی عضو اسبق تیم ملی دوچرخه سواری ایران و قهرمان آسیا بوده‌است. وی همچنین سابقه سرمربیگری تیم ملی دوچرخه سواری ایران را در کارنامه خود دارد.وی اخیرا توانست در مسابقه قهرمانی آسیای پیشکسوتان در رده سنی ۴۵ تا ۴۹ سال هر دو مدال طلای بخش استقامت و تایم تریل را ازآن خود کند

## زندگی‌نامه
علیرضا حقی متولد ۱۹ بهمن ۱۳۵۷ در شهرقدس است. او سال۱۳۷۳ شروع به فعالیت دوچرخه سواری نمود و تاکنون توانسته از سال ۱۳۷۵ به‌طور متوالی قهرمان ایران شده و عضو تیم ملی ایران باشد. علیرضا اولین مدال آسیایی خود را سال ۱۳۷۶ در ماده تایم تریل انفرادی جوانان، مسابقات قهرمانی آسیا (ایران) با کسب مدال برنز بدست آورد. پس از آن توانست چندین بار قهرمان آسیا با کسب مدال طلا و چندین مدال جهانی به دست آورد. او با بدست آوردن مدالهای رنگارنگ تاکنون جزو برترین دوچرخه سواران تاریخ ایران است و بهترین نتیجه آن کسب مقام قهرمانی در مسابقات B جهانی در سوئیس است. در المپیک لندن ۲۰۱۲ مسابقات تایم تریل انفرادی با قرار گرفتن در جایگاه سی و ششم. و در مسابقه استقامت به دلیل زمین‌خوردن از دور بازی‌ها حذف شد. وی ۲۲۰ کیلومتر از مسیر مسابقه ۲۴۸ متری المپیک را رکاب زد.
علیرضا حقی اخیرا در مسابقات قهرمانی آسیا 2024 در قزاقستان ,2025 در مالزی در رده سنی 45 تا 49 سال توانست دو مدال طلای استقامت و تایم تریل جاده را تصاحب کند.
پروفایل نتایج داخلی حقی در وبسایت vo2.ir قابل رویت است.

## بخش پیست
1999
قهرمانی آسیا ژاپن
1st Madison
3rd Team pursuit
2000
جام جهانی مالزی
3rd  Team Pursuit
قهرمانی آسیا چین
1st  Team pursuit
2001
قهرمانی آسیا تایوان
2nd  Madison
2002
بازی‌های آسیایی بوسان کره جنوبی
2nd  Team pursuit
قهرمانی آسیا بانکوک
2nd  Team pursuit
2003
 قهرمانی جهان کتگوری B
1st  Individual Pursuit
قهرمانی آسیا کره جنوبی
1st  Individual Pursuit
1st  Team Pursuit
3rd  Scratch
2004
قهرمانی آسیا ژاپن
3rd  Individual Pursuit
2nd  team Pursuit
2005
قهرمانی آسیا هند
2nd  team Pursuit
2006
قهرمانی آسیا مالزی
2nd  team Pursuit
2007
قهرمانی آسیا تایلند
2nd  team Pursuit
2009
قهرمانی آسیا اندونزی
2nd  team Pursuit
2010
 بازی‌های آسیایی گوانگجو
3rd  individual pursuit
3rd  Team pursuit
2011
قهرمانی آسیا تایلند
2nd  Individual Pursuit
2nd  Madison
2012
قهرمانی آسیا مالزی
1st  Individual Pursuit
2013
قهرمانی آسیا هند
3rd  Individual Pursuit
3rd  Madison

## بخش جاده
1997
قهرمانی آسیا ایران
3rd  individual TT
2006
بازی‌های آسیایی دوحه قطر
2nd  Team Time Trial
Asian Championships Kuala Lumpur, Malaysia
2nd  Team Time Trial
2015
بازی‌های جهانی ارتش‌های جهان کره جنوبی
3rd  individual TT
2016
قهرمانی آسیا ژاپن
3rd  individual TT
2024
قهرمانی آسیای پیشکسوتان قزاقستان
1st  Individual ITT
1st  Road Race
2025
قهرمانی آسیای پیشکسوتان تایلند

1st  Individual ITT
1st  Road Race

## عناوین داخلی و کاپ‌های آسیایی
بر اساس سایت فدراسیون دوچرخه سواری ایران، عناوین ایشان به شرح زیر می‌باشد.
- ۲۰۲۱ قهرمانی کشور مدال برنز مدیسون قهرمانی کشور پیست تهران
- ۲۰۲۱ مدال نقره چهار کیلومتر انفرادی قهرمانی کشور پیست تهران[۷]
- ۲۰۲۱ مدال نقره چهار کیلومتر تیمی قهرمانی کشور پیست تهران[۸]
- ۲۰۲۰ مدال طلا چهار کیلومتر انفرادی لیگ برتر مشهد.
- ۲۰۱۵ مدال نقره قهرمانی کشور تایم تریل انفرادی جاده ایران.
- ۲۰۱۴ مدال طلا قهرمانی کشور تایم تریل.
- ۲۰۱۳ مدال برنز قهرمانی کشور تایم تریل انفرادی جاده ایران.
- ۲۰۱۲ - قهرمانی کشور ایران جاده تایم تریل بزرگسالان مقام اول
- ۲۰۱۰- کاپ آسیایی تایلند پیست ۴کیلومتر بزرگسالان طلا
- ۲۰۰۹- کاپ آسیایی تایلند پیست اسکرچ بزرگسالان طلا
- ۲۰۰۹- کاپ آسیایی تایلند پیست ۴کیلومتر بزرگسالان طلا
- ۲۰۰۹- کاپ آسیایی تایلند پیست ۴کیلومتر بزرگسالان نقره
- ۲۰۰۹- کاپ آسیایی تایلند پیست مدیسون بزرگسالان نقره
- ۲۰۰۷- کاپ آسیایی تایلند پیست ۴کیلومتر بزرگسالان نقره
- ۲۰۰۷- کاپ آسیایی ژاپن پیست مدیسون بزرگسالان طلا
- ۲۰۰۷- کاپ آسیایی ژاپن پیست ۴کیلومتر بزرگسالان نقره
- ۲۰۰۷- کاپ آسیایی ژاپن پیست ۴کیلومتر بزرگسالان برنز